# México nos Jogos Olímpicos de Verão de 1952
México competiu nos Jogos Olímpicos de Verão de 1952, realizados em Helsinque, na Finlândia. 
Foi a sétima aparição do país nos Jogos Olímpicos, onde foi representado por 64 atletas, sendo 61 homens e três mulheres, que competiram em 13 esportes. Joaquín Capilla, que foi o porta-bandeira da delegação na cerimônia de abertura, conquistou a única medalha mexicana nos Jogos: prata na plataforma de 10 metros dos saltos ornamentais.

## Competidores
Esta foi a participação por modalidade nesta edição:
| Esporte            | Masculino | Feminino | Total |
| ------------------ | --------- | -------- | ----- |
| Atletismo          | 1         | 1        | 2     |
| Basquetebol        | 13        | 0        | 13    |
| Boxe               | 3         | 0        | 3     |
| Ciclismo           | 4         | 0        | 4     |
| Esgrima            | 4         | 0        | 4     |
| Halterofilismo     | 2         | 0        | 2     |
| Hipismo            | 4         | 0        | 4     |
| Lutas              | 5         | 0        | 5     |
| Natação            | 8         | 0        | 8     |
| Pentatlo moderno   | 3         | 0        | 3     |
| Polo aquático      | 7         | 0        | 7     |
| Saltos ornamentais | 3         | 2        | 5     |
| Tiro               | 4         | 0        | 4     |
| Total              | 61        | 3        | 64    |

## Medalhas
| Atleta          | Esporte            | Evento                       | Medalha |
| --------------- | ------------------ | ---------------------------- | ------- |
| Joaquín Capilla | Saltos ornamentais | Plataforma de 10 m masculino | Prata   |

## Desempenho

### Atletismo
Masculino
Eventos de pista
| Atleta       | Evento | Eliminatórias | Eliminatórias | Quartas     | Quartas     | Semifinal   | Semifinal   | Final       | Final       | Ref.  |
| Atleta       | Evento | Tempo         | Pos.          | Tempo       | Pos.        | Tempo       | Pos.        | Tempo       | Pos.        | Ref.  |
| ------------ | ------ | ------------- | ------------- | ----------- | ----------- | ----------- | ----------- | ----------- | ----------- | ----- |
| Javier Souza | 100 m  | 11.31         | 5º/bat. 3     | Não avançou | Não avançou | Não avançou | Não avançou | Não avançou | Não avançou | [ 4 ] |
| Javier Souza | 400 m  | 50.47         | 5º/bat. 6     | Não avançou | Não avançou | Não avançou | Não avançou | Não avançou | Não avançou | [ 5 ] |

Feminino
Eventos de campo
| Atleta      | Evento              | Eliminatórias | Eliminatórias | Final       | Final       | Ref.  |
| Atleta      | Evento              | Marca         | Pos.          | Marca       | Pos.        | Ref.  |
| ----------- | ------------------- | ------------- | ------------- | ----------- | ----------- | ----- |
| Amalia Yubi | Lançamento de dardo | 35.59         | 19º           | Não avançou | Não avançou | [ 6 ] |

### Basquetebol
| Fase preliminar      | Fase de grupos        | Fase de grupos       | Fase de grupos              | Fase de grupos | Quartas de final     | Semifinal            | Final                | Final | Ref.  |
| Adversário Resultado | Adversário Resultado  | Adversário Resultado | Adversário Resultado        | Pos.           | Adversário Resultado | Adversário Resultado | Adversário Resultado | Pos.  | Ref.  |
| -------------------- | --------------------- | -------------------- | --------------------------- | -------------- | -------------------- | -------------------- | -------------------- | ----- | ----- |
| —                    | FIN Finlândia V 66–48 | BUL Bulgária D 44–52 | URS União Soviética D 62–71 | 3º (Gr. B)     | Não avançou          | Não avançou          | Não avançou          | =9º   | [ 7 ] |

Equipe
- Emilio López
- Fernando Rojas
- José Rojas
- Filiberto Manzo
- Héctor Guerrero
- Jorge Cardiel
- Carlos José Bru
- José Meneses
- José Cabrera
- Pioquinto Soto
- Rolando Rubalcava
- Rubén Almanza
- Sergio Holguín

### Boxe
| Atleta       | Evento     | Fase de 32           | Oitavas de final     | Quartas de final     | Semifinal            | Final                | Final       | Ref.   |
| Atleta       | Evento     | Adversário Resultado | Adversário Resultado | Adversário Resultado | Adversário Resultado | Adversário Resultado | Pos.        | Ref.   |
| ------------ | ---------- | -------------------- | -------------------- | -------------------- | -------------------- | -------------------- | ----------- | ------ |
| Jesús Tello  | Mosca      | CEY Handunge D 1–2   | Não avançou          | Não avançou          | Não avançou          | Não avançou          | Não avançou | [ 8 ]  |
| Raúl Macías  | Galo       | VEN Amaya V 3–0      | URS Garbuzov D 0–3   | Não avançou          | Não avançou          | Não avançou          | Não avançou | [ 9 ]  |
| José Dávalos | Meio-médio | PHI Tuñacao V RSC-3  | POL Chychła D 0–3    | Não avançou          | Não avançou          | Não avançou          | Não avançou | [ 10 ] |

### Ciclismo de estrada
Masculino
| Atleta                                                    | Evento              | Tempo    | Pos. | Ref.   |
| --------------------------------------------------------- | ------------------- | -------- | ---- | ------ |
| Ángel Romero                                              | Corrida individual  | +18:30.5 | 45º  | [ 11 ] |
| Ricardo García                                            | Corrida individual  | DNF      | DNF  | [ 11 ] |
| Francisco Lozano                                          | Corrida individual  | DNF      | DNF  | [ 11 ] |
| Julio Cepeda                                              | Corrida individual  | DNF      | DNF  | [ 11 ] |
| Ángel Romero Francisco Lozano Julio Cepeda Ricardo García | Corrida por equipes | DNF      | DNF  | [ 12 ] |

### Esgrima
Masculino
| Atleta        | Evento             | Primeira rodada | Primeira rodada | Primeira rodada | Quartas de final | Quartas de final | Quartas de final | Semifinal   | Semifinal   | Semifinal   | Final       | Final       | Final       | Ref.   |
| Atleta        | Evento             | DV              | DP              | Pos.            | DV               | DP               | Pos.             | DV          | DP          | Pos.        | DV          | DP          | Pos.        | Ref.   |
| ------------- | ------------------ | --------------- | --------------- | --------------- | ---------------- | ---------------- | ---------------- | ----------- | ----------- | ----------- | ----------- | ----------- | ----------- | ------ |
| Antonio Haro  | Florete individual | DNS             | DNS             | DNS             | Não avançou      | Não avançou      | Não avançou      | Não avançou | Não avançou | Não avançou | Não avançou | Não avançou | Não avançou | [ 13 ] |
| Emilio Meraz  | Florete individual | DNS             | DNS             | DNS             | Não avançou      | Não avançou      | Não avançou      | Não avançou | Não avançou | Não avançou | Não avançou | Não avançou | Não avançou | [ 13 ] |
| Benito Ramos  | Florete individual | 4               | 1               | 1º Q            | 1                | 5                | 7º               | Não avançou | Não avançou | Não avançou | Não avançou | Não avançou | Não avançou | [ 13 ] |
| Antonio Haro  | Espada individual  | 5               | 1               | 1º Q            | 4                | 4                | 5º               | Não avançou | Não avançou | Não avançou | Não avançou | Não avançou | Não avançou | [ 14 ] |
| Emilio Meraz  | Espada individual  | 4               | 3               | 4º Q            | 3                | 4                | 5º               | Não avançou | Não avançou | Não avançou | Não avançou | Não avançou | Não avançou | [ 14 ] |
| Benito Ramos  | Espada individual  | 4               | 3               | 3 Q             | DNS              | DNS              | DNS              | Não avançou | Não avançou | Não avançou | Não avançou | Não avançou | Não avançou | [ 14 ] |
| Rafael Cámara | Sabre individual   | 2               | 5               | 7º              | Não avançou      | Não avançou      | Não avançou      | Não avançou | Não avançou | Não avançou | Não avançou | Não avançou | Não avançou | [ 15 ] |
| Antonio Haro  | Sabre individual   | 4               | 2               | 3º Q            | 3                | 4                | 6º               | Não avançou | Não avançou | Não avançou | Não avançou | Não avançou | Não avançou | [ 15 ] |
| Benito Ramos  | Sabre individual   | 2               | 4               | 5º              | Não avançou      | Não avançou      | Não avançou      | Não avançou | Não avançou | Não avançou | Não avançou | Não avançou | Não avançou | [ 15 ] |

### Halterofilismo
Masculino
| Atleta         | Evento   | Desenvolvimento | Desenvolvimento | Arranco | Arranco | Arremesso | Arremesso | Total | Pos. | Ref.   |
| Atleta         | Evento   | Result.         | Pos.            | Result. | Pos.    | Result.   | Pos.      | Total | Pos. | Ref.   |
| -------------- | -------- | --------------- | --------------- | ------- | ------- | --------- | --------- | ----- | ---- | ------ |
| David Pimentel | –75 kg   | 102,5           | =9º             | 95,0    | 21º     | 110,0     | –         | 197,5 | –    | [ 16 ] |
| Armando Rueda  | –82,5 kg | 115,0           | =9º             | 107,5   | =14º    | 137,5     | =16º      | 360,0 | 12º  | [ 17 ] |

### Hipismo
CCE
| Atleta         | Cavalo     | Evento     | Adestramento | Adestramento | Cross-country | Cross-country | Cross-country | Saltos | Saltos | Total   | Total | Ref.   |
| Atleta         | Cavalo     | Evento     | Pontos       | Pos.         | Pontos        | Total         | Pos.          | Pontos | Pos.   | Pontos  | Pos.  | Ref.   |
| -------------- | ---------- | ---------- | ------------ | ------------ | ------------- | ------------- | ------------- | ------ | ------ | ------- | ----- | ------ |
| Mario Becerril | Tamaulipas | Individual | –156.33      | 39º          | –40           | –196.33       | 21º           | 0      | 31º    | –196.33 | 21º   | [ 18 ] |

Saltos
| Atleta                                         | Cavalo                      | Evento     | Primeira rodada | Primeira rodada | Segunda rodada | Segunda rodada | Final | Final    | Final | Ref.   |
| Atleta                                         | Cavalo                      | Evento     | Pen.            | Pos.            | Pen.           | Pos.           | Total | Jump-off | Pos.  | Ref.   |
| ---------------------------------------------- | --------------------------- | ---------- | --------------- | --------------- | -------------- | -------------- | ----- | -------- | ----- | ------ |
| Humberto Mariles                               | Petrolero                   | Individual | 4               | 2º              | 4.75           | 3º             | 8.75  | —        | 6º    | [ 19 ] |
| Víctor Saucedo                                 | Resorte II                  | Individual | 12              | 5º              | 12             | 7º             | 24    | —        | =25º  | [ 19 ] |
| Roberto Viñals                                 | Alteño                      | Individual | 20              | 10º             | 12             | 7º             | 32    | —        | =35º  | [ 19 ] |
| Humberto Mariles Víctor Saucedo Roberto Viñals | Petrolero Resorte II Alteño | Equipes    | 36              | 8º              | 28.75          | 6º             | 64.75 | —        | 9º    | [ 20 ] |

### Lutas
Masculino
| Atleta           | Evento       | Fase 1               | Fase 2               | Fase 3               | Fase 4               | Fase 5               | Fase final           | Fase final  | Ref.   |
| Atleta           | Evento       | Adversário Resultado | Adversário Resultado | Adversário Resultado | Adversário Resultado | Adversário Resultado | Adversário Resultado | Pos.        | Ref.   |
| ---------------- | ------------ | -------------------- | -------------------- | -------------------- | -------------------- | -------------------- | -------------------- | ----------- | ------ |
| Rodolfo Dávila   | Livre −52 kg | RSA Baise D 0–3      | —                    | JPN Kitano D F       | Não avançou          | Não avançou          | Não avançou          | Não avançou | [ 21 ] |
| Leonardo Basurto | Livre −57 kg | GER Schmitz D F      | IND Jadhav D F       | Não avançou          | Não avançou          | Não avançou          | Não avançou          | Não avançou | [ 22 ] |
| Mario Tovar      | Livre −67 kg | BEL Cools D 0–3      | DEN Østrand D 0–3    | Não avançou          | Não avançou          | Não avançou          | Não avançou          | Não avançou | [ 23 ] |
| Antonio Rosado   | Livre −73 kg | USA Smith D F        | ARG Longarella D F   | Não avançou          | Não avançou          | Não avançou          | Não avançou          | Não avançou | [ 24 ] |
| Eduardo Assam    | Livre −79 kg | GER Gocke D 0–3      | TUR Zafer D F        | Não avançou          | Não avançou          | Não avançou          | Não avançou          | Não avançou | [ 25 ] |

### Natação
Masculino
| Atleta                                                    | Evento                    | Eliminatórias | Eliminatórias | Semifinal   | Semifinal   | Final       | Final       | Ref.   |
| Atleta                                                    | Evento                    | Tempo         | Pos.          | Tempo       | Pos.        | Tempo       | Pos.        | Ref.   |
| --------------------------------------------------------- | ------------------------- | ------------- | ------------- | ----------- | ----------- | ----------- | ----------- | ------ |
| René Muñiz                                                | 100 m livre               | 1:00.5        | =25º          | Não avançou | Não avançou | Não avançou | Não avançou | [ 26 ] |
| Juan Lans                                                 | 100 m livre               | 1:00.9        | =30º          | Não avançou | Não avançou | Não avançou | Não avançou | [ 26 ] |
| Alberto Isaac                                             | 100 m livre               | DNS           | DNS           | Não avançou | Não avançou | Não avançou | Não avançou | [ 26 ] |
| Tonatiuh Gutiérrez                                        | 1500 m livre              | 19:18.9       | 12º           | —           | —           | Não avançou | Não avançou | [ 27 ] |
| César Borja                                               | 1500 m livre              | 19:43.3       | 19º           | —           | —           | Não avançou | Não avançou | [ 27 ] |
| Efrén Fierro                                              | 1500 m livre              | 19:55.8       | 21º           | —           | —           | Não avançou | Não avançou | [ 27 ] |
| Clemente Mejía                                            | 100 m costas              | 1:10.7        | =23º          | Não avançou | Não avançou | Não avançou | Não avançou | [ 28 ] |
| Walter Ocampo                                             | 200 m peito               | 2:44.8        | 21º           | Não avançou | Não avançou | Não avançou | Não avançou | [ 29 ] |
| Alberto Isaac Efrén Fierro César Borja Tonatiuh Gutiérrez | Revezamento 4x200 m livre | 9:15.7        | 13º           | —           | —           | Não avançou | Não avançou | [ 30 ] |

### Pentatlo moderno
Masculino
| Atleta                                 | Evento     | Esgrima (espada um toque) | Esgrima (espada um toque) | Natação (300 m livre) | Natação (300 m livre) | Hipismo (cross-country) | Hipismo (cross-country) | Hipismo (cross-country) | Tiro (pistola de ar 10 m) | Tiro (pistola de ar 10 m) | Corrida (4000 m) | Corrida (4000 m) | Pontos | Pos. | Ref.   |
| Atleta                                 | Evento     | Result.                   | Pos.                      | Tempo                 | Pos.                  | Penalties               | Tempo                   | Pos.                    | Pontos                    | Pos.                      | Tempo            | Pos.             | Pontos | Pos. | Ref.   |
| -------------------------------------- | ---------- | ------------------------- | ------------------------- | --------------------- | --------------------- | ----------------------- | ----------------------- | ----------------------- | ------------------------- | ------------------------- | ---------------- | ---------------- | ------ | ---- | ------ |
| Antonio Almada                         | Individual | 16 V                      | 42º                       | 5:06.7                | 30º                   | 17                      | 10:58.3                 | 29º                     | 142                       | 49º                       | 17:15.7          | 42º              | 193    | 44º  | [ 31 ] |
| José Pérez                             | Individual | 19 V                      | 34º                       | 4:39.9                | 19º                   | 23                      | 11:18.0                 | 34º                     | 167                       | 37º                       | 17:00.7          | 39º              | 163    | 38º  | [ 31 ] |
| David Romero                           | Individual | 16 V                      | 43º                       | 5:00.4                | 26º                   | 46                      | 11:57.2                 | 38º                     | 158                       | 45º                       | 17:22.6          | 44º              | 202    | 47º  | [ 31 ] |
| Antonio Almada José Pérez David Romero | Equipes    | 119 pts                   | 15º                       | 69 pts                | 7º                    | 98 pts                  | 98 pts                  | 13º                     | 121 pts                   | 15º                       | 117 pts          | 14º              | 524    | 14º  | [ 32 ] |

### Polo aquático
| Primeira eliminatória | Segunda eliminatória | Fase de grupos       | Fase de grupos       | Fase de grupos       | Fase de grupos | Semifinal            | Final                | Final | Ref.   |
| Adversário Resultado  | Adversário Resultado | Adversário Resultado | Adversário Resultado | Adversário Resultado | Pos.           | Adversário Resultado | Adversário Resultado | Pos.  | Ref.   |
| --------------------- | -------------------- | -------------------- | -------------------- | -------------------- | -------------- | -------------------- | -------------------- | ----- | ------ |
| HUN Hungria D 4–13    | Não avançou          | Não avançou          | Não avançou          | Não avançou          | Não avançou    | Não avançou          | Não avançou          | =17º  | [ 33 ] |

Equipe
- Gustavo Olguín
- Juan Trejo
- Arturo Coste
- Manuel Castro
- José Olguín
- Otilio Olguín
- Modesto Martínez

### Saltos ornamentais
Masculino
| Atleta          | Evento          | Preliminares | Preliminares | Final       | Final       | Final       | Final            | Ref.   |
| Atleta          | Evento          | Pontos       | Pos.         | Pontos      | Pos.        | Total       | Pos.             | Ref.   |
| --------------- | --------------- | ------------ | ------------ | ----------- | ----------- | ----------- | ---------------- | ------ |
| Alberto Capilla | Trampolim 3 m   | 61.85        | 20º          | Não avançou | Não avançou | Não avançou | Não avançou      | [ 34 ] |
| Joaquín Capilla | Trampolim 3 m   | 79.42        | 4º Q         | 98.91       | 4º          | 178.33      | 4º               | [ 34 ] |
| Rodolfo Perea   | Trampolim 3 m   | 62.36        | 19º          | Não avançou | Não avançou | Não avançou | Não avançou      | [ 34 ] |
| Alberto Capilla | Plataforma 10 m | 72.95        | 5º Q         | 63.49       | 4º          | 136.44      | 5º               | [ 35 ] |
| Joaquín Capilla | Plataforma 10 m | 78.46        | 2º Q         | 66.75       | 2º          | 145.21      | Medalha de prata | [ 35 ] |
| Rodolfo Perea   | Plataforma 10 m | 72.88        | 6º Q         | 55.40       | 6º          | 128.28      | 6º               | [ 35 ] |

Feminino
| Atleta       | Evento          | Preliminares | Preliminares | Final       | Final       | Final       | Final       | Ref.   |
| Atleta       | Evento          | Pontos       | Pos.         | Pontos      | Pos.        | Total       | Pos.        | Ref.   |
| ------------ | --------------- | ------------ | ------------ | ----------- | ----------- | ----------- | ----------- | ------ |
| Irma Lozano  | Plataforma 10 m | 33.33        | 13º          | Não avançou | Não avançou | Não avançou | Não avançou | [ 36 ] |
| Carlota Ríos | Plataforma 10 m | 39.76        | 10º          | Não avançou | Não avançou | Não avançou | Não avançou | [ 36 ] |

### Tiro
Masculino
| Atleta                 | Evento             | Final  | Final | Ref.   |
| Atleta                 | Evento             | Pontos | Pos.  | Ref.   |
| ---------------------- | ------------------ | ------ | ----- | ------ |
| Ernesto Montemayor Sr. | Tiro rápido 25 m   | 565    | 15º   | [ 37 ] |
| Carlos Rodríguez       | Tiro rápido 25 m   | 561    | 18º   | [ 37 ] |
| Raúl Ibarra            | Pistola livre 50 m | 530    | 13º   | [ 38 ] |
| José Reyes Rodríguez   | Pistola livre 50 m | 523    | 18º   | [ 38 ] |

Legenda
| Recorde mundial      | Recorde mundial (World record)               |                       | Recorde africano                      | Recorde africano (African) |                                           | Q | Classificado por posição (Qualified) |
| Recorde olímpico     | Recorde olímpico (Olympic record)            | Recorde da América    | Recorde da América (Americas)         | q                          | Classificado por melhor tempo (Qualified) |   |                                      |
| Melhor marca do ano  | Melhor marca do ano (World leading)          | Recorde asiático      | Recorde asiático (Asian)              | DNS                        | Não largou (Did not start)                |   |                                      |
| Recorde nacional     | Recorde nacional (National record)           | Recorde europeu       | Recorde europeu (European)            | DNF                        | Não terminou (Did not finish)             |   |                                      |
| Recorde pessoal      | Recorde pessoal do atleta (Personal best)    | Recorde da Oceania    | Recorde da Oceania (Oceania)          | DSQ / DQ                   | Desclassificado (Disqualified)            |   |                                      |
| Recorde da temporada | Recorde da temporada do atleta (Season best) | Recorde sul-americano | Recorde sul-americano (South America) | NM                         | Sem marca (No mark)                       |   |                                      |